# Martyna Raduchowska
Martyna Raduchowska (ur. 16 lipca 1987 we Wrocławiu) – polska pisarka science fiction i fantasy, psycholog i kryminolog.

## Życiorys
Debiutowała w 2007 roku w antologii „Kochali się, że strach” którą tworzyli również, między innymi: Aleksandra Janusz, Daniel Greps i Andrzej Sawicki. Absolwentka psychologii i kryminologii (Aberystwyth University), neurobiologii poznawczej (University of York) oraz psychologii śledczej (Uniwersytet SWPS). W latach 2016–2019 pracowała jako scenarzystka w studiu CD PROJEKT RED. Członkini grupy literackiej Harda Horda.

## Nagrody
Za powieść Łzy Mai otrzymała w 2016 Nagrodę Kwazar W 2019 została nominowana do Śląkfy w kategorii twórca roku, a jej powieść Spektrum została nominowana do Nagrody im. Janusza A. Zajdla.

## Twórczość

### Powieści fantasy

#### CyklSzamanka od umarlaków
- Szamanka od umarlaków (2011)
- Demon luster (2014)[7]
- Fałszywy pieśniarz (2019)[8][9]

### Powieści science fiction

#### CyklCzarne światła
- Łzy Mai (2015)[10]
- Spektrum (2018)[11]

### Opowiadania
- Cała prawda o PPM - antologia Kochali się, że strach, Fabryka Słów 2007
- Shade - antologia Nawiedziny, Fabryka Słów 2009; antologia Szepty, Wydawnictwo SQN 2022
- Całkowite zaćmienie księżyca - Antologia opowiadań o Opolu: Festiwal Natchnienia, Stowarzyszenie Inicjatyw Społecznych "Suterena" 2013
- Bezduch - antologia Harda Horda, Wydawnictwo SQN 2019
- Wszelki duch - antologia Wigilijne opowieści, Wydawnictwo W.A.B. 2020
- Heartbyte - antologia Cyberpunk Girls, Uroboros 2020
- Potwór z lasu - antologia Harde Baśnie, Wydawnictwo SQN 2020
- Śmierć wody - antologia Nawia. Szamanki, szeptuchy, demony, Uroboros 2021